# سی‌لاین ۲۰۰۰
سی‌لاین ۲۰۰۰ (به انگلیسی: Sealion 2000) یک کشتی است که طول آن 48.8 m می‌باشد.